# Mortadella

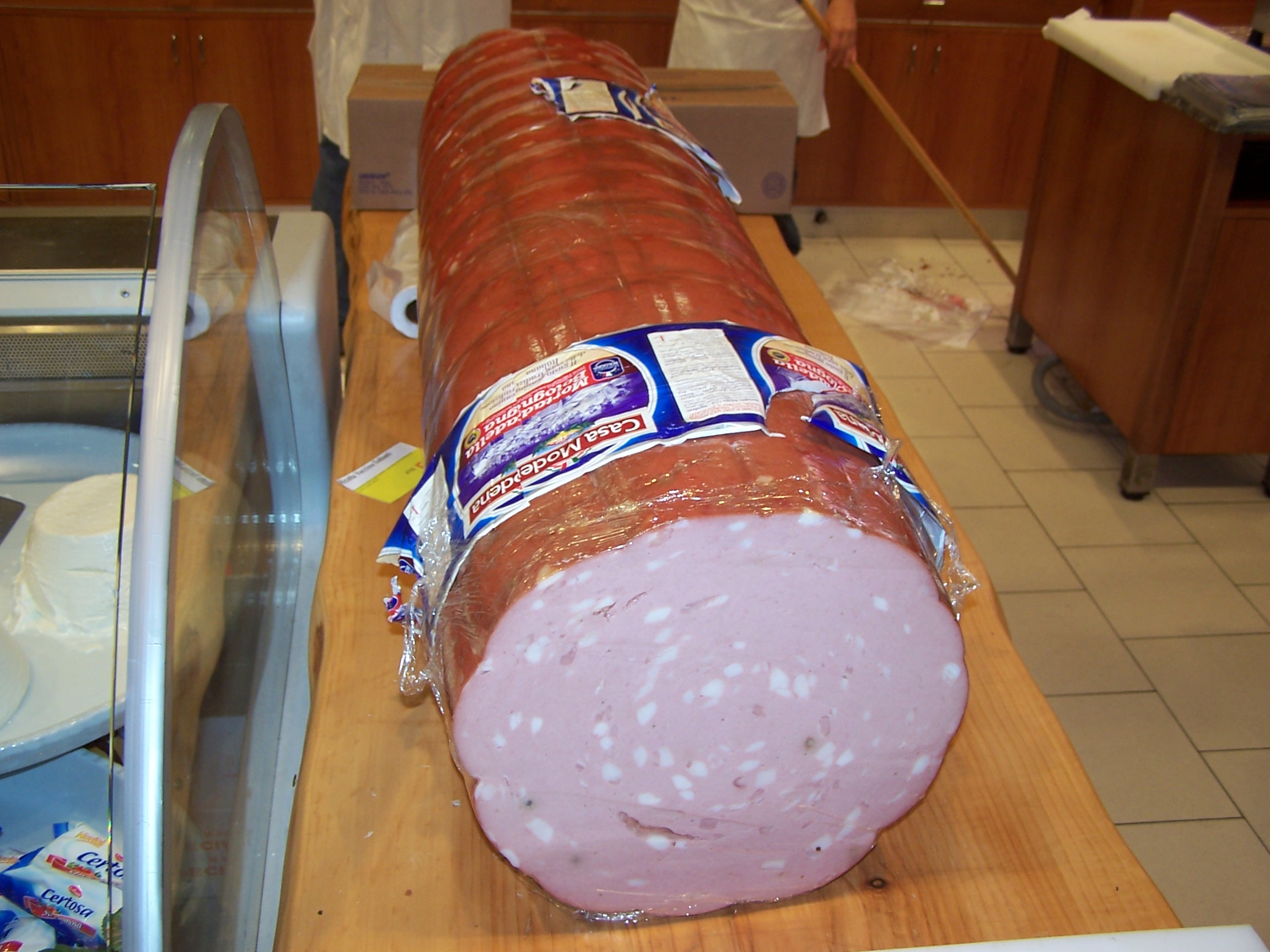
Mortadella från Bologna.

Mortadella di Bologna är en italiensk korv, ursprungligen en cervelatkorv, oftast cirka 8–10 cm i diameter, ibland även tillverkad med rektangulärt tvärsnitt.
Mortadella skall innehålla kalv- och fläskkött, tunga samt finskuret späck. Den är kryddad med myrten, lagerblad och salt. Ofta har även någon inlagd grönsak tillsatts, till exempel oliver eller soltorkade tomater. Korven varmröks först och kokas sedan. Den serveras i tunna skivor, och smaken är mild. Användningsområdena är många, och mortadella används till exempel som smörgåspålägg, i förrätter (antipasto), eller som fyllning i dubbelvikta schnitzlar.
Ordet "mortadella" kommer ytterst från latinets murtatus ("kryddat med myrtenbär"). Mortadellan är känd i Sverige sedan 1800-talet.